# Юркув (Свентокшиське воєводство)
Юркув (пол. Jurków) — село в Польщі, у гміні Віслиця Буського повіту Свентокшиського воєводства.
Населення — 490 осіб (2011).
У 1975-1998 роках село належало до Келецького воєводства.

## Демографія
Демографічна структура на день 31 березня 2011 року:
|          | Загалом | Допрацездатний вік | Працездатний вік | Постпрацездатний вік |
| -------- | ------- | ------------------ | ---------------- | -------------------- |
| Чоловіки | 229     | 32                 | 166              | 31                   |
| Жінки    | 261     | 46                 | 145              | 70                   |
| Разом    | 490     | 78                 | 311              | 101                  |